# Björnsjön, Uppland
Björnsjön är en våtmark, tidigare sjö i Norrtälje kommun i Uppland och ingår i Skeboån-Broströmmens kustområde.